# Hermann Kotthoff
Hermann Kotthoff (* 1943) ist seit 2000 außerplanmäßiger Professor für Soziologie an der Technischen Universität Darmstadt.
Nach dem Studium der Soziologie, Politikwissenschaft, Philosophie und Sozialpsychologie in Freiburg und Saarbrücken (1965–1971) war er als wissenschaftlicher Mitarbeiter an verschiedenen Universitäten tätig, u. a. am Lehrstuhl von Heinrich Popitz in Freiburg (1973–79). Von 1982 bis 1996 war er Mitglied der Institutionsleitung, ab 1996 bis 2001 geschäftsführender Institutsleiter am Institut für Sozialforschung und Sozialwirtschaft in Saarbrücken. Kotthoff ist außerdem Mitherausgeber der vierteljährlich bei Lucius & Lucius erscheinenden Fachzeitschrift Arbeit.
Kotthoffs Untersuchungen über deutsche Betriebsräte fanden in der Industriesoziologie eine breite Anerkennung; er gilt seither als ein Experte für die betriebliche Mitbestimmung.  

## Schriften (Auswahl)
- Betriebsräte und betriebliche Herrschaft. Eine Typologie von Partizipationsmustern im Industriebetrieb. Campus, Frankfurt am Main 1981.
- Die soziale Welt kleiner Betriebe. Wirtschaften, Arbeiten, und Leben im mittelständischen Industriebetrieb (zusammen mit Josef Reindl). Schwarz, Göttingen 1990.
- Betriebsräte und Bürgerstatus. Wandel und Kontinuität betrieblicher Mitbestimmung. Hampp, München und Mering 1994.
- Lehrjahre des Europäischen Betriebsrats. Zehn Jahre transnationale Arbeitnehmervertretung. Sigma, Berlin 2006.